# Сент Мартин (Минесота)
Сент Мартин (енгл. St. Martin) град је у америчкој савезној држави Минесота.

## Демографија
По попису из 2010. године број становника је 308, што је 30 (10,8%) становника више него 2000. године.
| Група             | 2000.       | 2010.       |
| Белци             | 276 (99,3%) | 298 (96,8%) |
| Афроамериканци    | 0 (0,0%)    | 0 (0,0%)    |
| Азијати           | 0 (0,0%)    | 0 (0,0%)    |
| Хиспаноамериканци | 2 (0,7%)    | 10 (3,2%)   |
| Укупно            | 278         | 308         |